# ふたば (フェリー)
ふたばは、日本カーフェリーが運航していたフェリー。当初は広別汽船で鶴見として就航した。

## 概要
広別汽船の第二船として内海造船田熊工場で建造され、鶴見として1974年9月21日に広島 - 別府航路に就航した。
共有建造制度を利用して建造された船舶整備公団との共有船である。
1975年6月、オイルショックによる旅客減少で減便となり、日本カーフェリーに売却された。
ふたばと改名して広島 - 日向航路に就航したが、1976年7月7日に瀬戸内海の諸島水道で貨物船と衝突し沈没した（後述）。

### 航路
広別汽船
- 広島港 - 別府港

僚船の阿蘇と異なり、呉港を経由しないダイヤで運航された。
日本カーフェリー
- 広島港 - 細島港

本船のみで1日1往復を運航していた。本船の沈没後はさるびあ（元神紀フェリー・紀州）が投入された。

## 船内
- 特等室（64名）
- 一等室（186名）
- 二等室（318名）

## 事故・インシデント

### 衝突による沈没
1976年7月2日19時44分ごろ、細島港から広島港へ向かって航行中だった本船は、伊予灘から広島湾に通じる諸島水道（ミルガ瀬戸）を北航する際、広島港から徳山港に向かい南航してきたパナマ船籍の貨物船グレート・ビクトリー（7,519総トン）と水道最狭部で衝突、沈没した。
本船の左舷中央部に、グレート・ビクトリーの船首が前方から約30度の角度で衝突、衝突により、本船は左舷中央部に幅約25メートル、高さ約14メートル、深さ最大約4メートルにおよぶくさび型の大破口を生じ、グレート・ビクトリーは、船首部の外板に船首から左舷側約16メートル、右舷側約3メートルにわたって凹損を伴う擦過傷を生じ、左舷錨の爪が曲損した。
衝突後、非常部署が発令され、海上保安部および日向営業所への連絡、被害状況の確認、水密扉の閉鎖など対応が行われた。本船は浸水により主機および補機が停止、旅客は後部プロムナードデッキに誘導された後、来援した漁船約20隻に縄梯子で移乗して、20時8分ごろ生存者全員が救助された。20時2分ごろグレート・ビクトリーが後進にかけて本船から離れた後、浸水量が増加したため、乗組員も順次退船し20時25分ごろ最後に船長が退船した。20時45分ごろ本船は左舷に横転して沈没した。本船では乗客58名、乗員29名のうち、衝突箇所付近の通路にいた甲板長、圧壊した客室にいた乗客2名が死亡、乗客2名が行方不明となり、乗組員6名と乗客4名が負傷した。
津和地島と諸島の間にある諸島水道のうち、西側のミルガ瀬戸は可航幅が400メートル弱で、最狭部で変針する必要があったが、隣接するクダコ水道、怒和島水道と比較して航路距離が短縮されるため、日本カーフェリーでは、怒和島水道を第1基準航路、諸島水道を第2基準航路として、風速10m/s以下、視程2,000m以上、潮流2ノット以下で安全な場合のみ第2基準航路での運航を許可していた。事故原因は、本船およびグレート・ビクトリーが、狭水道における適切な航法を守らなかったこととされた。狭隘なミルガ瀬戸で行き会う態勢となった際に、双方が相手船とミルガ瀬戸での行き会いを避ける措置をとらず、本船が全速力のまま同瀬戸に進入したことと、グレート・ビクトリーが機関を停止したものの、かなりの行足をもって同瀬戸に進入したことによって発生したとされた。